# David Amaral
David Amaral Rodríguez (Arico, 12 ottobre 1958) è un allenatore di calcio ed ex calciatore spagnolo, di ruolo centrocampista.

## Palmarès

### Giocatore

#### Competizioni nazionali
- Segunda División B: 1

Tenerife: 1986-1987

### Allenatore

#### Competizioni nazionali
- Segunda División B: 1

Universidad LPCG: 2002-2003